# Dusona alpina
Dusona alpina är en stekelart som först beskrevs av Gabriel Strobl 1904.  Dusona alpina ingår i släktet Dusona och familjen brokparasitsteklar. Inga underarter finns listade i Catalogue of Life.